# Campion (motorfiets)
Campion is een historisch Brits merk van fietsen en motorfietsen.
De bedrijfsnaam was: Campion Cycle Co. Ltd., Nottingham
Campion was een Engelse rijwielfabriek die vanaf 1901 motorfietsen maakte. In de eerste jaren werden inbouwmotoren van Minerva en Fafnir gebruikt. Die kwamen van het vasteland, in het Verenigd Koninkrijk stond de motorindustrie door de nadelige wetgeving nog in de kinderschoenen. De MMC-motoren kwamen weliswaar uit Bristol, maar waren in licentie gebouwde Léon Bollée en De Dion-motoren. In de latere jaren gebruikte Campion wel Britse motoren van Precision-, Villiers-, JAP- en Blackburne van 147- tot 996 cc.
In 1913 verscheen ook een cyclecar van Campion.
De brandstoftanks van de zwaardere modellen leken op de Bulbous Nose-tanks van Brough Superior. Campion leverde ook frames aan andere fabrieken en bouwde van 1924 tot 1926 de New Gerrard-motorfietsen voor de Schotse racer/constructeur Jock Porter. 1926 was het laatste productiejaar.

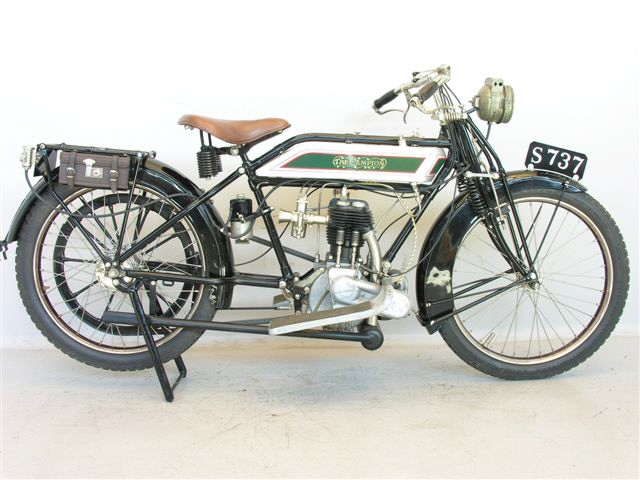
Campion 4 pk (500 cc JAP) uit 1913
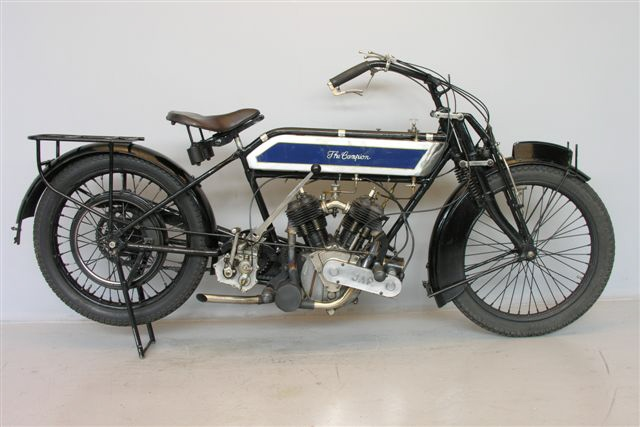
Campion 8 pk (1000 cc JAP) uit 1913
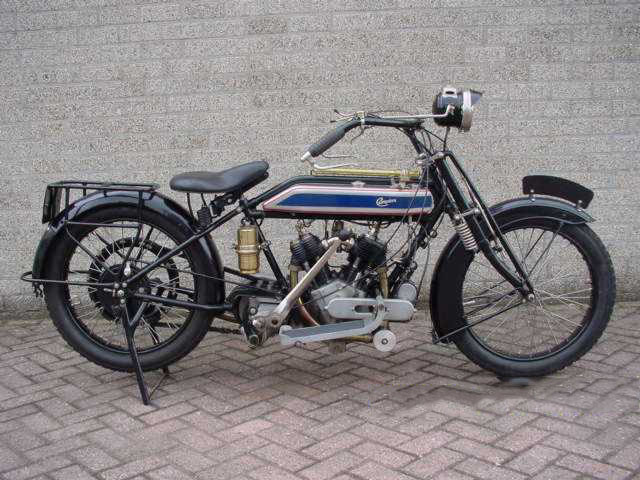
Campion 770 cc JAP uit 1915
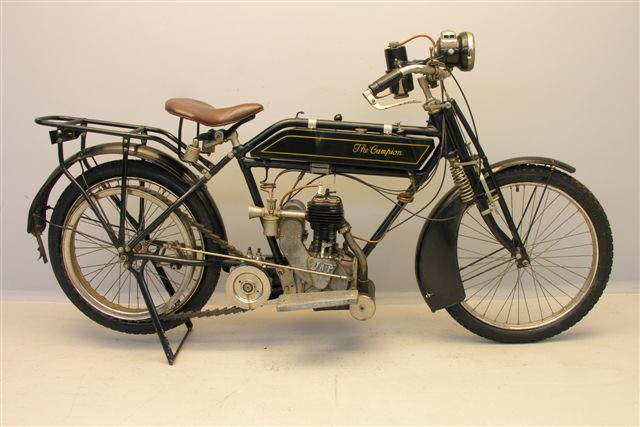
Campion Leightweight 300 cc uit 1918 met een JAP-motor
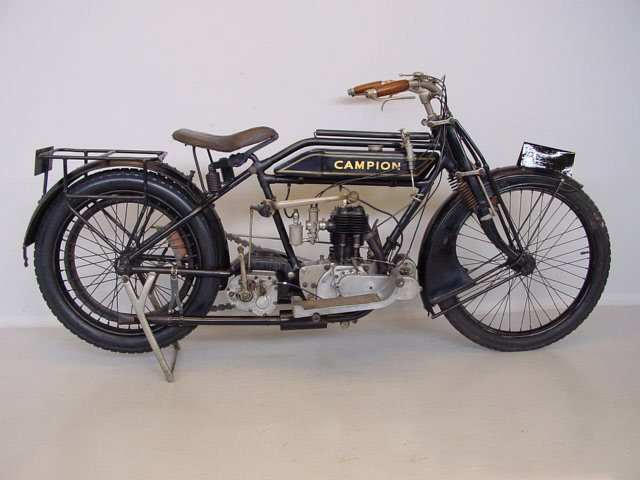
Campion 4 pk JAP uit 1920